# Kapogea alayoi
Kapogea alayoi är en spindelart som först beskrevs av Archer 1958.  Kapogea alayoi ingår i släktet Kapogea och familjen hjulspindlar. Inga underarter finns listade i Catalogue of Life.